# Spilogona setulosa
Spilogona setulosa este o specie de muște din genul Spilogona, familia Muscidae. A fost descrisă pentru prima dată de Ringdahl în anul 1941. Conform Catalogue of Life specia Spilogona setulosa nu are subspecii cunoscute.